# NGC 2584
NGC 2584 este o emission-line galaxy⁠(d) situată în constelația Hidra. A fost descoperită în 1886 de către Frank Muller. Se află la o distanță de 108,14 megaparseci de Pământ.